# کوپونگ، بوتسوانا
کوپونگ (به انگلیسی: Kopong) شهری در ناحیهٔ کوننگ کشور بوتسوانا است که در سال ۲۰۰۰ میلادی ۸٬۹۹۲ نفر جمعیت داشته که از این تعداد، ۴٬۴۱۶ نفر مرد و ۴٬۵۷۶ نفر زن بوده‌اند.